# Elaphocera aristidis
Elaphocera aristidis är en skalbaggsart som beskrevs av Achille Raffray 1871. Elaphocera aristidis ingår i släktet Elaphocera och familjen Melolonthidae. Inga underarter finns listade i Catalogue of Life.